# Komunitní rada Brooklynu 14
Komunitní rada Brooklynu 14 (Brooklyn Community Board 14) je komunitní rada v Brooklynu v New Yorku.
Zahrnuje části Flatbush, Midwood, Kensington a Ocean Parkway. Ohraničuje ji na západě Coney Island Avenue, Long Island Rail Road, MacDonald Avenue, Avenue F a 18. Avenue, na severu Parkside Avenue, na východě Bedford Avenue, Foster Avenue a Nostrand Avenue a na jihu Kings Highway a Avenue P. Předsedou (2007) je Alvin M. Berk a správcem Terrie rodině. Má rozlohu 2,9 km² a v roce 2000 zde žilo 168 806 obyvatel.